# Dorling Kindersley
Дорлинг-Киндерсли (Dorling Kindersley или DK) — международное издательство с главным офисом в Лондоне, специализирующееся на издании иллюстрированных путеводителей и энциклопедий. Входит в состав торгово-издательской организации Penguin Random House.

## История
История DK начинается в 1974 году, когда англичане Кристофер Дорлинг (Christopher Dorling) и Питер Киндерсли (Peter Kindersley) основали в Лондоне компанию по упаковке книг. Спустя почти десятилетие, в 1982 году, выходит в свет их первая энциклопедия — «First Aid Manual» (руководство по оказанию первой помощи), ориентированная на английские добровольные медицинские службы. Высококачественные иллюстрации и мастерство подачи информации читателю в этой книге стали визитной карточкой DK в последующие годы их издательской деятельности. В 1991 году компания выходит на американский рынок. В 1999 печатается 16 миллионов экземпляров энциклопедии Star Wars, но результат не оправдывает затраченных усилий, продаётся лишь половина изданий и компания оканчивает финансовый год с огромным долгом. В результате в следующем году, DK переходит под руководство английской медиакомпании Pearson PLC и входит в состав торгово-издательской организации Penguin Group, в последующем используя её лейбл Penguin Books.

## Dorling Kindersley сегодня
В настоящее время путеводители и энциклопедии Dorling Kindersley печатаются на 51 языке мира. Целевой аудиторией являются как дети, так и взрослые. Энциклопедии DK освещают читателю такие области знаний как астрономия, география, биология, история, кулинария, спорт, туризм, нумизматика, семиотика и прочие. Также широко известны туристические наглядные путеводители DK по практически всем странам и столицам крупных государств мира, включая Англию, Францию, Германию, Италию, Испанию, Австрию, Нидерланды, Бельгию, Швейцарию, Венгрию, Чехию, Россию, США, Канаду, Бразилию, Австралию и многие другие. Книги издательства пользуются настолько большим спросом, что у данного издательства со своим собственным стилем практически нет конкурентов. 

## Dorling Kindersley в России и странах СНГ
На сегодняшний день русскоязычному читателю доступны серии энциклопедий о вселенной («Вселенная: Самый полный иллюстрированный путеводитель», «101 факт о космосе», «книга астронома любителя» и др.), о Земле («Земля: пустыни, леса, ледники, горы, погода, вулканы, реки, океаны»), о флоре, фауне, истории, искусстве и прочем.